# Brachyptera berkii
Brachyptera berkii is een steenvlieg uit de familie vroege steenvliegen (Taeniopterygidae). De wetenschappelijke naam van de soort is voor het eerst geldig gepubliceerd in 2001 door Kazanci.